# Draper (Dakota Południowa)
Draper – miasto w Stanach Zjednoczonych, w stanie Dakota Południowa, w hrabstwie Jones.